# Ondřej Čelůstka
Ondřej Čelůstka (Zlín, 18 giugno 1989) è un calciatore ceco, difensore del Bodrumspor.

## Biografia
Anche suo padre Rudolf, che oggi svolge il ruolo di procuratore sportivo, è stato un calciatore, così come suo fratello minore Tomáš.

## Caratteristiche tecniche
È un terzino, destro naturale, capace di giocare anche sulla fascia opposta o al centro della difesa.
È molto veloce, freddo sotto porta e dotato di un fisico imponente che gli permette di sapersi ben comportare in fase di copertura.

## Carriera

### Club

#### Tescoma Zlín
La passione per il calcio gli è nata dopo un provino fatto per una scuola calcio all'età di sette anni.
Dopo aver trascorso tutta la carriera giovanile nel Tescoma Zlín, la sua carriera da professionista inizia nella stagione 2007-2008 quando, con la stessa maglia, esordisce nel campionato di massima serie ceco, scendendo in campo in due occasioni.
Nella stagione successiva gioca 22 partite segnando 3 reti in campionato e nonostante le sue eccellenti prestazioni, a fine stagione la squadra retrocede in Druhá liga.

#### Slavia Praga e prestito al Palermo
Per la stagione 2009-2010 passa quindi allo Slavia Praga Campione della Repubblica Ceca che lo acquista per 12 milioni di corone e per cui firma un contratto quadriennale e veste la maglia numero 5. Scende in campo in 14 occasioni segnando una rete nella prima metà della stagione in massima serie ceca. Ha esordito anche nelle Coppe europee, giocando le due partite del Terzo turno preliminare di Champions League non benevolo per la sua squadra uscita sconfitta dal doppio confronto contro i moldavi dello Sheriff Tiraspol e quindi 7 partite di Europa League (comprese le due partite del Turno di play-off).
Il 1º febbraio 2010, nell'ultimo giorno di calciomercato, si trasferisce a titolo temporaneo con diritto di riscatto alla squadra italiana del Palermo, scegliendo il numero 89 come l'anno della sua nascita. È il primo calciatore ceco della storia della società rosanero.
Il 27 marzo 2010, anche a causa dell'assenza per squalifica del titolare Federico Balzaretti, debutta sia nel campionato italiano che con la maglia rosanero, subentrando al 75' della gara interna contro il Bologna conclusasi con la vittoria per 3-1 a Marco Calderoni, altro esordiente di giornata. Questa fu la sua unica presenza nella stagione 2009-2010 del Palermo.

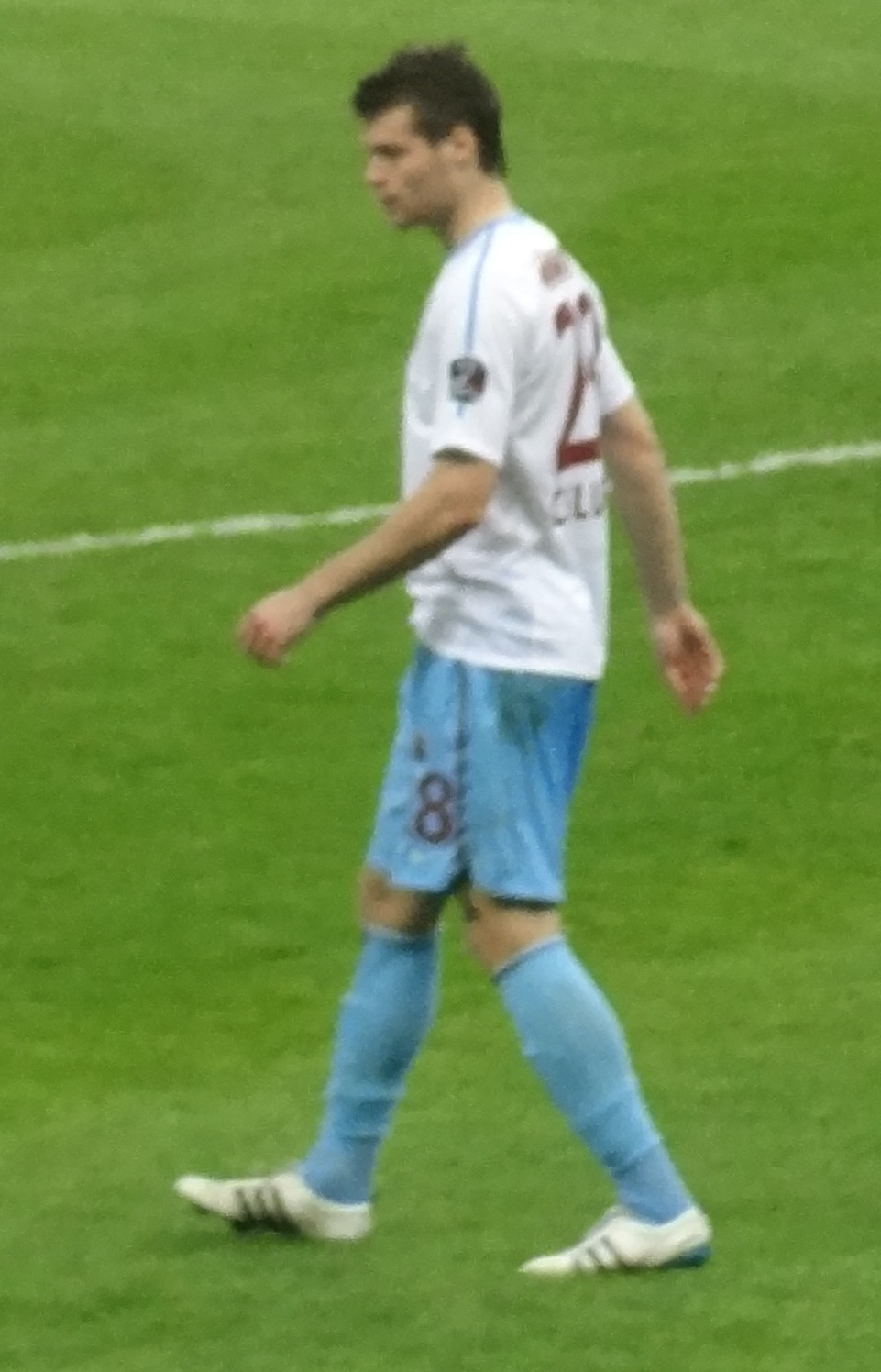
Ondřej Čelůstka al Trabzonspor

Non riscattato dal Palermo, fece rientro allo Slavia Praga con cui riesordì il 16 luglio 2010 nel campionato 2010-2011 nel pareggio per 1-1 contro il Bohemians 1905. Chiude la stagione con 27 presenze in campionato e 6 in Coppa di Cecoslovacchia.

#### Trabzonspor e prestito al Sunderland

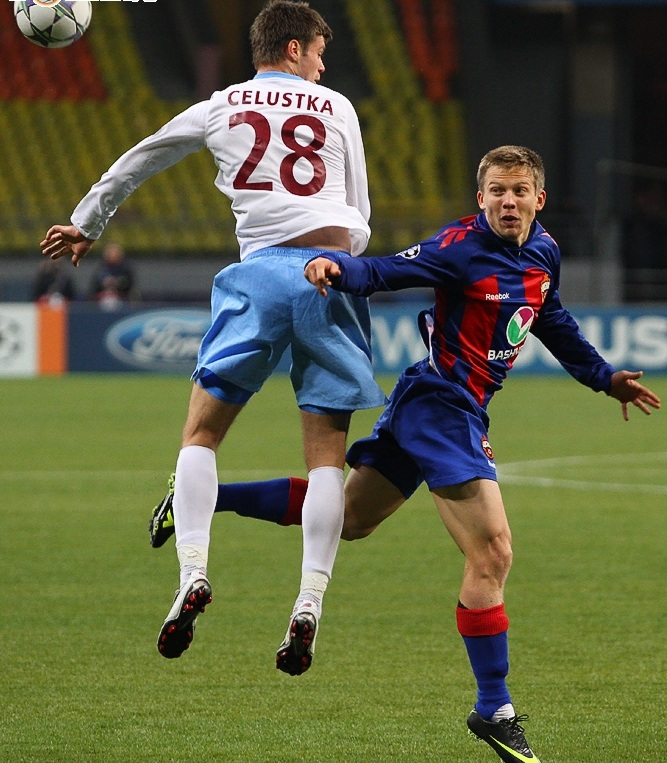
Ondřej Čelůstka durante CSKA Mosca-Trabzonspor del 18 ottobre 2011

L'8 luglio 2011 viene acquistato a titolo definitivo dai turchi del Trabzonspor, con cui firma un contratto quinquennale. Esordisce con la nuova maglia il 27 luglio in occasione del terzo turno preliminare di Champions League, giocando titolare nella partita persa in trasferta per 2-0 contro i portoghesi del Benfica. Dopo l'insufficiente pareggio per 1-1 al ritorno, e dopo aver disputato l'andata dei play-off di Europa League, la squadra viene ripescata in Champions League – che disputa per la prima volta nella storia – dopo l'esclusione della connazionale Fenerbahçe, e dunque Čelůstka esordisce nella fase finale della competizione il 14 settembre, alla prima gara della fase a gironi in cui segna al 74' la rete decisiva per la vittoria di misura sulla squadra italiana dell'Inter.
Il 10 settembre debutta invece nel campionato turco nel pareggio esterno per 1-1 contro il Manisaspor. Chiude la sua prima stagione in Turchia con 49 presenze, di cui 30 nella stagione regolare del campionato, 6 nei play-off per il titolo chiusi al terzo posto, 2 in Coppa di Turchia e 11 nelle coppe europee. Nella seconda stagione al Trabzonspor gioca invece 19 partite in campionato, 6 nella coppa nazionale e 2 nel quarto turno preliminare di Europa League.
Dopo 4 partite di turni preliminari di Europa League, il 12 agosto 2013 passa in prestito alla società inglese del Sunderland con cui giocò 21 partite in Premier League.

#### Norimberga
Il 14 agosto 2014, da svincolato, si accasò ai tedeschi del Norimberga.

### Nazionale

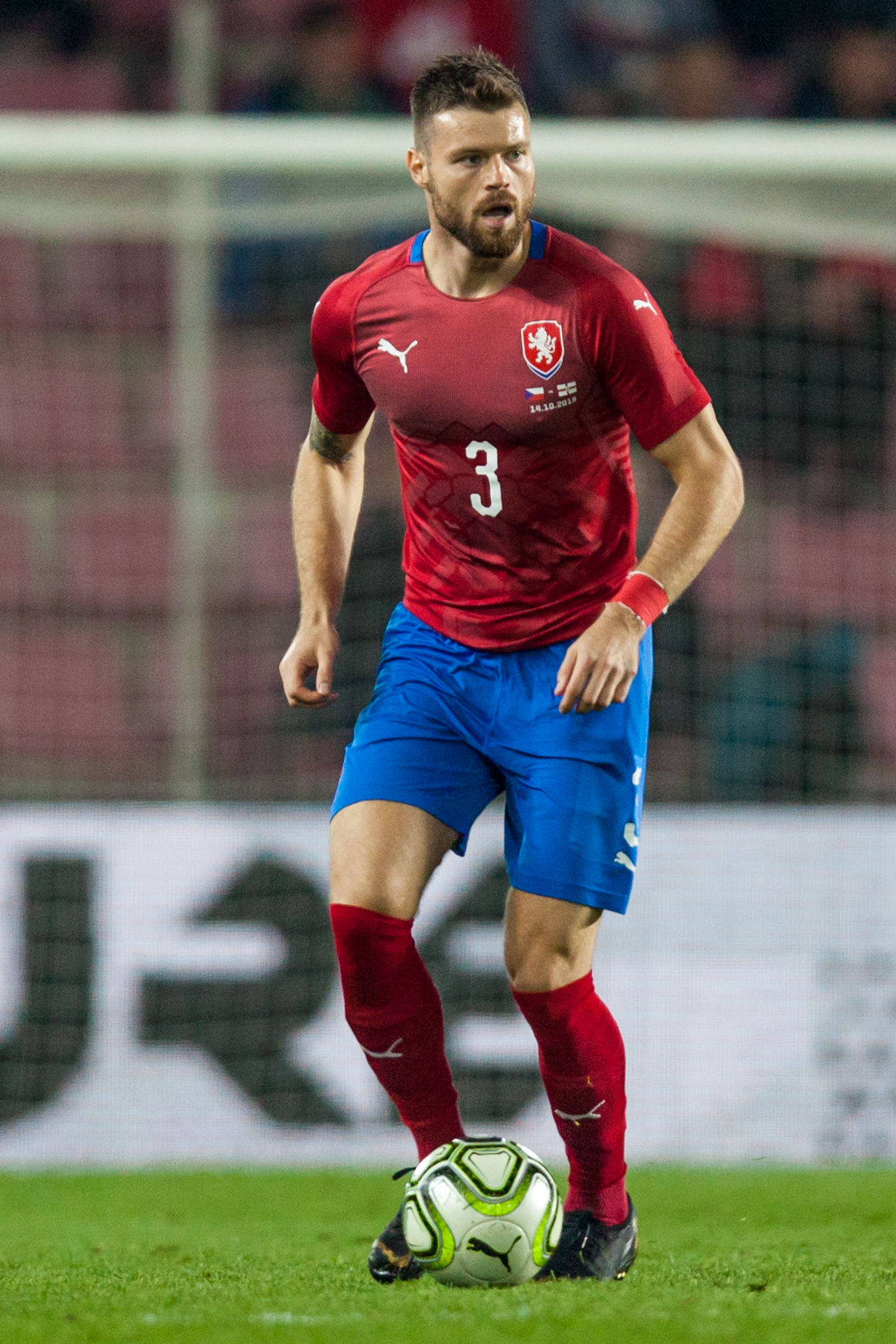
Ondřej Čelůstka con la maglia ceca

Nel 2008 ha disputato due incontri con la Nazionale Under-19 ceca, mentre tra il settembre e l'ottobre 2009 ha partecipato al Campionato mondiale di calcio Under-20 2009, svoltosi in Egitto, nella quale ha collezionato 4 presenze con la selezione Under-20.
È quindi passato subito al massimo livello giovanile, disputanto 5 presenze con l'Under-21 ceca nel 2009, segnando pure un gol. Prende parte all'Europeo Under-21 2011, in cui gioca da titolare tutte le cinque partite della sua squadra prima di essere eliminata in semifinale dalla Svizzera e nello spareggio per la qualificazione ai Giochi olimpici contro la Bielorussia.
Esordisce in Nazionale maggiore il 15 novembre 2013 nell'amichevole vinta per 2-0 contro il Canada, segnando il gol del vantaggio.
Dopo la partita col Canada non venne convocato in Nazionale fino al 22 marzo 2017, giorno in cui dopo 3 anni e mezzo di assenza dalla Nazionale giocò la partita (amichevole) vinta per 3-0 sulla Lituania. In quella gara subentrò al 45' a Theodor Gebre Selassie e consegnò a Michael Krmenčík l'assist del definitivo 3-0 al minuto numero 79.

## Statistiche

### Presenze e reti nei club
Statistiche aggiornate al 1º gennaio 2025.
| Stagione            | Squadra             | Campionato          | Campionato | Campionato | Coppe nazionali | Coppe nazionali | Coppe nazionali | Coppe continentali | Coppe continentali | Coppe continentali | Altre coppe | Altre coppe | Altre coppe | Totale | Totale |
| Stagione            | Squadra             | Comp                | Pres       | Reti       | Comp            | Pres            | Reti            | Comp               | Pres               | Reti               | Comp        | Pres        | Reti        | Pres   | Reti   |
| ------------------- | ------------------- | ------------------- | ---------- | ---------- | --------------- | --------------- | --------------- | ------------------ | ------------------ | ------------------ | ----------- | ----------- | ----------- | ------ | ------ |
| 2007-2008           | Tescoma Zlín        | 1L                  | 2          | 0          | CC              | ?               | ?               | -                  | -                  | -                  | -           | -           | -           | 2+     | 0+     |
| 2008-2009           | Tescoma Zlín        | 1L                  | 22         | 3          | CC              | ?               | ?               | -                  | -                  | -                  | -           | -           | -           | 22+    | 3+     |
| Totale Tescoma Zlín | Totale Tescoma Zlín | Totale Tescoma Zlín | 24         | 3          |                 | ?               | ?               |                    | -                  | -                  |             | -           | -           | 24+    | 3+     |
| 2009-feb. 2010      | Slavia Praga        | 1L                  | 14         | 1          | CC              | ?               | ?               | UCL+UEL            | 2+7                | 0                  | -           | -           | -           | 23+    | 1+     |
| feb.-giu. 2010      | Palermo             | A                   | 1          | 0          | CI              | -               | -               | -                  | -                  | -                  | -           | -           | -           | 1      | 0      |
| 2010-2011           | Slavia Praga        | 1L                  | 27         | 1          | CC              | 6               | 0               |                    |                    |                    | -           | -           | -           | 33     | 1      |
| Totale Slavia Praga | Totale Slavia Praga | Totale Slavia Praga | 41         | 2          |                 | 6+              | 0+              |                    | 9                  | 0                  |             | -           | -           | 56+    | 2+     |
| 2011-2012           | Trabzonspor         | SL                  | 30+6       | 1+0        | CT              | 2               | 0               | UCL+UEL            | 8+3                | 1                  | -           | -           | -           | 49     | 2      |
| 2012-2013           | Trabzonspor         | SL                  | 19         | 0          | CT              | 6               | 0               | UEL                | 2                  | 0                  | -           | -           | -           | 27     | 0      |
| lug.-ago. 2013      | Trabzonspor         | SL                  | -          | -          | CT              | -               | -               | UEL                | 4                  | 0                  | -           | -           | -           | 4      | 0      |
| Totale Trabzonspor  | Totale Trabzonspor  | Totale Trabzonspor  | 49+6       | 1          |                 | 8               | 0               |                    | 17                 | 0                  |             | -           | -           | 80     | 1      |
| ago. 2013-2014      | Sunderland          | PL                  | 21         | 0          | FACup+CdL       | 3+3             | 0               |                    | -                  | -                  |             | -           | -           | 27     | 0      |
| 2014-2015           | Norimberga          | 2.BL                | 31         | 0          | CG              | 0               | 0               | -                  | -                  | -                  | -           | -           | -           | 31     | 0      |
| 2015-2016           | Antalyaspor         | SL                  | 30         | 0          | TK              | 6               | 0               | -                  | -                  | -                  | -           | -           | -           | 36     | 0      |
| 2016-2017           | Antalyaspor         | SL                  | 34         | 0          | TK              | 0               | 0               | -                  | -                  | -                  | -           | -           | -           | 34     | 0      |
| 2017-2018           | Antalyaspor         | SL                  | 30         | 0          | TK              | 1               | 0               | -                  | -                  | -                  | -           | -           | -           | 31     | 0      |
| 2018-2019           | Antalyaspor         | SL                  | 24         | 0          | TK              | 2               | 0               | -                  | -                  | -                  | -           | -           | -           | 26     | 0      |
| 2019-2020           | Antalyaspor         | SL                  | 24         | 1          | TK              | 4               | 0               | -                  | -                  | -                  | -           | -           | -           | 28     | 1      |
| Totale Antalyaspor  | Totale Antalyaspor  | Totale Antalyaspor  | 142        | 1          |                 | 13              | 0               |                    | -                  | -                  |             | -           | -           | 155    | 1      |
| 2020-2021           | Sparta Praga        | 1L                  | 27         | 1          | CC              | 3               | 0               | UEL                | 2                  | 0                  | -           | -           | -           | 32     | 1      |
| 2021-2022           | Sparta Praga        | 1L                  | 8          | 1          | CC              | 1               | 0               | UEL+UECL           | 4+1                | 0+0                | -           | -           | -           | 14     | 1      |
| 2022-2023           | Sparta Praga        | 1L                  | 1          | 0          | CC              | 0               | 0               | UECL               | 0+0                | 0+0                | -           | -           | -           | 1      | 0      |
| Totale Sparta Praga | Totale Sparta Praga | Totale Sparta Praga | 36         | 2          |                 | 4               | 0               |                    | 7                  | 0                  |             | -           | -           | 47     | 2      |
| 2023-2024           | Bodrumspor          | 1.L                 | 33         | 2          | TK              | 0               | 0               | -                  | -                  | -                  | -           | -           | -           | 33     | 2      |
| 2024-2025           | Bodrumspor          | SL                  | 13         | 0          | TK              | 0               | 0               | -                  | -                  | -                  | -           | -           | -           | 13     | 0      |
| Totale Bodrumspor   | Totale Bodrumspor   | Totale Bodrumspor   | 46         | 2          |                 | 0               | 0               |                    | -                  | -                  |             | -           | -           | 46     | 2      |
| Totale carriera     | Totale carriera     | Totale carriera     | 395        | 11         |                 | 37+             | 0+              |                    | 33                 | 1                  |             |             |             | 465+   | 12+    |

### Cronologia presenze e reti in nazionale
| Cronologia completa delle presenze e delle reti in nazionale ― Rep. Ceca | Cronologia completa delle presenze e delle reti in nazionale ― Rep. Ceca | Cronologia completa delle presenze e delle reti in nazionale ― Rep. Ceca | Cronologia completa delle presenze e delle reti in nazionale ― Rep. Ceca | Cronologia completa delle presenze e delle reti in nazionale ― Rep. Ceca | Cronologia completa delle presenze e delle reti in nazionale ― Rep. Ceca | Cronologia completa delle presenze e delle reti in nazionale ― Rep. Ceca | Cronologia completa delle presenze e delle reti in nazionale ― Rep. Ceca |
| Data                                                                     | Città                                                                    | In casa                                                                  | Risultato                                                                | Ospiti                                                                   | Competizione                                                             | Reti                                                                     | Note                                                                     |
| ------------------------------------------------------------------------ | ------------------------------------------------------------------------ | ------------------------------------------------------------------------ | ------------------------------------------------------------------------ | ------------------------------------------------------------------------ | ------------------------------------------------------------------------ | ------------------------------------------------------------------------ | ------------------------------------------------------------------------ |
| 15-11-2013                                                               | Olomouc                                                                  | Rep. Ceca                                                                | 2 – 0                                                                    | Canada                                                                   | Amichevole                                                               | 1                                                                        |                                                                          |
| 22-3-2017                                                                | Mladá Boleslav                                                           | Rep. Ceca                                                                | 3 – 0                                                                    | Lituania                                                                 | Amichevole                                                               | -                                                                        | 46’                                                                      |
| 5-6-2017                                                                 | Bruxelles                                                                | Belgio                                                                   | 2 – 1                                                                    | Rep. Ceca                                                                | Amichevole                                                               | -                                                                        | 46’                                                                      |
| 8-11-2017                                                                | Doha                                                                     | Islanda                                                                  | 1 – 2                                                                    | Rep. Ceca                                                                | Amichevole                                                               | -                                                                        |                                                                          |
| 13-10-2018                                                               | Trnava                                                                   | Slovacchia                                                               | 1 – 2                                                                    | Rep. Ceca                                                                | UEFA Nations League 2018-2019 - 1º turno                                 | -                                                                        |                                                                          |
| 16-10-2018                                                               | Kiev                                                                     | Ucraina                                                                  | 1 – 0                                                                    | Rep. Ceca                                                                | UEFA Nations League 2018-2019 - 1º turno                                 | -                                                                        | 19’                                                                      |
| 15-11-2018                                                               | Danzica                                                                  | Polonia                                                                  | 0 – 1                                                                    | Rep. Ceca                                                                | Amichevole                                                               | -                                                                        |                                                                          |
| 19-11-2018                                                               | Praga                                                                    | Rep. Ceca                                                                | 1 – 0                                                                    | Slovacchia                                                               | UEFA Nations League 2018-2019 - 1º turno                                 | -                                                                        |                                                                          |
| 22-3-2019                                                                | Londra                                                                   | Inghilterra                                                              | 5 – 0                                                                    | Rep. Ceca                                                                | Qual. Euro 2020                                                          | -                                                                        |                                                                          |
| 26-3-2019                                                                | Praga                                                                    | Rep. Ceca                                                                | 1 – 3                                                                    | Brasile                                                                  | Amichevole                                                               | -                                                                        | 59’                                                                      |
| 7-6-2019                                                                 | Praga                                                                    | Rep. Ceca                                                                | 2 – 1                                                                    | Bulgaria                                                                 | Qual. Euro 2020                                                          | -                                                                        |                                                                          |
| 10-6-2019                                                                | Olomouc                                                                  | Rep. Ceca                                                                | 3 – 0                                                                    | Montenegro                                                               | Qual. Euro 2020                                                          | -                                                                        |                                                                          |
| 7-9-2019                                                                 | Pristina                                                                 | Kosovo                                                                   | 2 – 1                                                                    | Rep. Ceca                                                                | Qual. Euro 2020                                                          | -                                                                        | 18’                                                                      |
| 10-9-2019                                                                | Podgorica                                                                | Montenegro                                                               | 0 – 3                                                                    | Rep. Ceca                                                                | Qual. Euro 2020                                                          | -                                                                        |                                                                          |
| 11-10-2019                                                               | Praga                                                                    | Rep. Ceca                                                                | 2 – 1                                                                    | Inghilterra                                                              | Qual. Euro 2020                                                          | -                                                                        |                                                                          |
| 14-10-2019                                                               | Praga                                                                    | Rep. Ceca                                                                | 2 – 3                                                                    | Irlanda del Nord                                                         | Amichevole                                                               | -                                                                        | 46’                                                                      |
| 14-11-2019                                                               | Plzeň                                                                    | Rep. Ceca                                                                | 2 – 1                                                                    | Kosovo                                                                   | Qual. Euro 2020                                                          | 1                                                                        |                                                                          |
| 17-11-2019                                                               | Sofia                                                                    | Bulgaria                                                                 | 1 – 0                                                                    | Rep. Ceca                                                                | Qual. Euro 2020                                                          | -                                                                        |                                                                          |
| 4-9-2020                                                                 | Bratislava                                                               | Slovacchia                                                               | 1 – 3                                                                    | Rep. Ceca                                                                | UEFA Nations League 2020-2021 - 1º turno                                 | -                                                                        |                                                                          |
| 11-10-2020                                                               | Haifa                                                                    | Israele                                                                  | 1 – 2                                                                    | Rep. Ceca                                                                | UEFA Nations League 2020-2021 - 1º turno                                 | -                                                                        |                                                                          |
| 14-10-2020                                                               | Glasgow                                                                  | Scozia                                                                   | 1 – 0                                                                    | Rep. Ceca                                                                | UEFA Nations League 2020-2021 - 1º turno                                 | -                                                                        | 20’                                                                      |
| 24-3-2021                                                                | Lublino                                                                  | Estonia                                                                  | 2 – 6                                                                    | Rep. Ceca                                                                | Qual. Mondiali 2022                                                      | -                                                                        | 85’                                                                      |
| 27-3-2021                                                                | Praga                                                                    | Rep. Ceca                                                                | 1 – 1                                                                    | Belgio                                                                   | Qual. Mondiali 2022                                                      | -                                                                        |                                                                          |
| 30-3-2021                                                                | Cardiff                                                                  | Galles                                                                   | 1 – 0                                                                    | Rep. Ceca                                                                | Qual. Mondiali 2022                                                      | -                                                                        |                                                                          |
| 4-6-2021                                                                 | Bologna                                                                  | Italia                                                                   | 4 – 0                                                                    | Rep. Ceca                                                                | Amichevole                                                               | -                                                                        | 46’                                                                      |
| 8-6-2021                                                                 | Praga                                                                    | Rep. Ceca                                                                | 3 – 1                                                                    | Albania                                                                  | Amichevole                                                               | 1                                                                        |                                                                          |
| 14-6-2021                                                                | Glasgow                                                                  | Scozia                                                                   | 0 – 2                                                                    | Rep. Ceca                                                                | Euro 2020 - 1º turno                                                     | -                                                                        |                                                                          |
| 18-6-2021                                                                | Glasgow                                                                  | Croazia                                                                  | 1 – 1                                                                    | Rep. Ceca                                                                | Euro 2020 - 1º turno                                                     | -                                                                        |                                                                          |
| 22-6-2021                                                                | Londra                                                                   | Rep. Ceca                                                                | 0 – 1                                                                    | Inghilterra                                                              | Euro 2020 - 1º turno                                                     | -                                                                        |                                                                          |
| 27-6-2021                                                                | Budapest                                                                 | Paesi Bassi                                                              | 0 – 2                                                                    | Rep. Ceca                                                                | Euro 2020 - Ottavi di finale                                             | -                                                                        |                                                                          |
| 3-7-2021                                                                 | Baku                                                                     | Rep. Ceca                                                                | 1 – 2                                                                    | Danimarca                                                                | Euro 2020 - Quarti di finale                                             | -                                                                        | 65’                                                                      |
| 8-10-2021                                                                | Praga                                                                    | Rep. Ceca                                                                | 2 – 2                                                                    | Galles                                                                   | Qual. Mondiali 2022                                                      | -                                                                        |                                                                          |
| 11-10-2021                                                               | Kazan'                                                                   | Bielorussia                                                              | 0 – 2                                                                    | Rep. Ceca                                                                | Qual. Mondiali 2022                                                      | -                                                                        |                                                                          |
| Totale                                                                   |                                                                          | Presenze                                                                 | 33                                                                       |                                                                          | Reti                                                                     | 3                                                                        |                                                                          |

## Palmarès

### Club

#### Competizioni nazionali
- Campionato ceco: 1

Sparta Praga: 2022-2023

### Individuale
- Inserito nella selezione UEFA dell'Europeo Under-21: 1

Danimarca 2011